# Minnesota Vikings 2022
La stagione 2022 dei Minnesota Vikings è stata la 62ª della franchigia nella National Football League, la 7ª giocata allo U.S. Bank Stadium e la prima con Kevin O'Connell come capo allenatore.
Con una vittoria per 33-30 ai tempi supplementari contro i Buffalo Bills nella settimana 10, i Vikings partirono con un record di 8–1 per la prima volta dal 2009. Migliorarono il loro bilancio di 8-9 della stagione precedente con una vittoria il Giorno del Ringraziamento contro i New England Patriots. Si assicurarono la vittoria della division per la prima volta dal 2017 battendo gli Indianapolis Colts quando rimontarono uno svantaggio di 33 punti alla fine del primo tempo, la maggior rimonta della storia della NFL. Tuttavia, malgrado la stagione regolare di successo, i Vikings furono subito eliminati nel primo turno di playoff, perdendo per 31–24 in casa contro i New York Giants.
I Vikings ricevettero critiche nel corso della stagione perché gran parte delle loro vittorie furono per un solo possesso (11 su 13) mentre la maggior parte della sconfitte furono molto nette. La squadra fu penultima della lega in yard concesse (6.608) e finì con più punti subiti che segnati (−3), la prima volta della storia che ciò accadde per una formazione con almeno 12 vittorie.

## Scelte nel Draft 2023
| Draft NFL 2023   |                  |                  |       |                |
| Ordine del Draft | Ordine del Draft | Giocatore        | Ruolo | College        |
| Giro             | Scelta           | Giocatore        | Ruolo | College        |
| 1                | 32               | Lewis Cine       | S     | Georgia        |
| 2                | 42               | Andrew Booth Jr. | CB    | Clemson        |
| 2                | 59               | Ed Ingram        | G     | LSU            |
| 3                | 66               | Brian Asamoah    | LB    | Oklahoma       |
| 4                | 118              | Akayleb Evans    | CB    | Missouri       |
| 5                | 165              | Esezi Otomewo    | DE    | Minnesota      |
| 5                | 169              | Ty Chandler      | RB    | North Carolina |
| 6                | 184              | Vederian Lowe    | T     | Illinois       |
| 6                | 191              | Jalen Nailor     | WR    | Michigan State |
| 7                | 227              | Nick Muse        | TE    | South Carolina |

## Staff
| Staff dei Minnesota Vikings nel 2022 |
| --- |
| Organi dirigenziali - Proprietario/chairman – Zygi Wilf - Proprietario/president – Mark Wilf - Proprietario/vice chairman – Leonard Wilf - Chief operating officer – Andrew Miller - General manager – Kwesi Adofo-Mensah - Vice presidente esecutivo delle operazioni del football – Rob Brzezinski - Co-direttore del personale dei giocatori – Jamaal Stephenson - Co-direttore del personale dei giocatori – Ryan Monnens - Direttore degli osservatori del college – Mike Sholiton - Direttore degli osservatori dei professionisti – Reed Burckhardt - Director of analytics – Scott Kuhn - Consulente del football senior – Ryan Grigson - Consulente – Bud Grant Capo allenatore - Capo-allenatore: Kevin O'Connell - Assistente c.a. – Mike Pettine Altri allenatori - Preparatore atletico: Josh Hingst - Assistente p.a. – Derik Keyes - Assistente p.a. – Marquis Johnson Allenatori dell'attacco - Coordinatore offensivo – Wes Phillips - Quarterback – Chris O'Hara - Assistente quarterback – Jerrod Johnson - Running back/gioco sulle corse – Curtis Modkins - Wide receiver – Keenan McCardell - Assistente wide receiver – Tony Sorrentino - Tight end/gioco sui passaggi – Brian Angelichio - Offensive line – Chris Kuper - Assistente offensive line – Justin Rascati - Specialista gioco sui passaggi/game management coordinator – Ryan Cordell - Controllo qualità attacco – Derron Montgomery Allenatori della difesa - Coordinatore difensivo – Ed Donatell - Defensive line – Chris Rumph - Assistente defensive line – A'Lique Terry - Outside linebacker/specialista pass rush – Mike Smith - Inside linebackers – Greg Manusky - Assistant linebackers – Sam Siefkes - Defensive backs – Daronte Jones - Assistant defensive backs – Roy Anderson - Defensive quality control – Steve Donatell Allenatori dello special team - Coordinatore dello special team: Matt Daniels - Assistente special team – Ben Kotwica |

## Roster
| Roster dei Minnesota Vikings nel 2022 |
| --- |
| Quarterback - 8 Kirk Cousins - 12 Nick Mullens Running Back - 32 Ty Chandler - 4 Dalvin Cook - 30 C.J. Ham FB - 2 Alexander Mattison - 26 Kene Nwangwu Wide Receiver - 18 Justin Jefferson - 83 Jalen Nailor - 17 K.J. Osborn - 5 Jalen Reagor - 19 Adam Thielen Tight End - 82 Ben Ellefson - 86 Johnny Mundt - 84 Irv Smith Jr. Offensive Linemen - 56 Garrett Bradbury C - 64 Blake Brandel T - 72 Ezra Cleveland G - 71 Christian Darrisaw T - 67 Ed Ingram G - 63 Vederian Lowe T - 75 Brian O'Neill T - 62 Chris Reed G - 65 Austin Schlottmann C - 74 Oli Udoh G Defensive Linemen - 96 Ross Blacklock DE - 93 Jonathan Bullard DE - 92 James Lynch DE - 90 Esezi Otomewo DE - 97 Harrison Phillips NT - 94 Dalvin Tomlinson DE Linebacker - 33 Brian Asamoah ILB - 45 Troy Dye ILB - 58 Jordan Hicks ILB - 99 Danielle Hunter OLB - 91 Patrick Jones II OLB - 54 Eric Kendricks ILB - 55 Za'Darius Smith OLB - 43 Luiji Vilain OLB - 98 D.J. Wonnum OLB Defensive Back - 23 Andrew Booth Jr. CB - 29 Kris Boydl CB - 24 Camryn Bynum SS - 6 Lewis Cine SS - 3 Cameron Dantzler CB - 21 Akayleb Evans CB - 44 Josh Metellus SS - 7 Patrick Peterson CB - 22 Harrison Smith SS - 39 Chandon Sullivan CB Special Team - 42 Andrew DePaola LS - 1 Greg Joseph K - 14 Ryan Wright P Lista delle riserve - 57 Ryan Connelly ILB (PUP) - 89 Thomas Hennigan WR (IR) - 81 Bisi Johnson WR (IR) - 13 Blake Proehl WR (PUP) - 79 Kenny Willekes DE (IR) Squadra di allenamento - 11 David Blough QB - 85 Dan Chisena WR - 46 Myles Dorn FS - 31 Tay Gowan CB - 68 Kyle Hinton G - 9 Trishton Jackson WR - 38 Bryant Koback RB - 47 William Kwenkeu ILB - 34 Nick Muse TE - 35 Parry Nickerson CB - 20 Duke Shelley CB - 50 T.J. Smith NT - 60 Josh Sokol C - 87 Travis Toivonen WR - 51 Jaylen Twyman DE Roster aggiornato al 14 settembre 2022 53 attivi, 5 inattivi, 15 nella squadra di allenamento |
| Legenda - I rookie sono in corsivo. - Il primo ruolo è il principale mentre gli eventuali successivi indicano i ruoli secondari. - (IR) sta per Injured Reserve ed indica la lista ristretta per un solo giocatore infortunato che può tornare ad allenarsi dopo la settimana 6 e a rientrare in prima squadra dopo che questa ha giocato 8 partite. - (NF-Inj.) / (NF-Ill.) stanno rispettivamente per Non-Football Injured e Non-Football Illness ed indicano le liste dove viene inserito un giocatore che ha un infortunio o una malattia non dipendente dal football americano. - (PUP) sta per Physically Unable to Perform ed indica la lista dove viene inserito un giocatore mentre è in attesa di recuperare la condizione fisica. Nella stagione regolare dopo la sesta partita giocata dalla propria squadra, il giocatore ha tempo tre settimane per riprendere ad allenarsi, più tre settimane aggiuntive dal suo rientro agli allenamenti per rientrare in prima squadra. |

## Precampionato
Il 12 maggio 2022 sono state annunciate le partite dei Vikings nel precampionato.
| Precampionato |                |                     |           |        |                            |         |
| Settimana     | Data           | Avversario          | Risultato | Record | Stadio                     | Sintesi |
| 1             | 14 agosto 2022 | @ Las Vegas Raiders | S 20-26   | 0-1    | Allegiant Stadium          | Sintesi |
| 2             | 20 agosto 2022 | San Francisco 49ers | S 7-17    | 0-2    | U.S. Bank Stadium          | Sintesi |
| 3             | 27 agosto 2022 | @ Denver Broncos    | S 13-23   | 0-3    | Empower Field at Mile High | Sintesi |

## Stagione regolare

### Calendario
Il calendario della stagione regolare è stato annunciato il 12 maggio 2022. Il gruppo degli avversari, stabiliti sulla base delle rotazioni previste dalla NFL per gli accoppiamenti tra le division nonché dai piazzamenti ottenuti nella stagione precedente, fu giudicato come il 20º più duro da affrontare tra tutti quelli della stagione 2022.
| Stagione regolare |                   |                           |               |        |                           |         |
| Settimana         | Data              | Avversario                | Risultato     | Record | Stadio                    | Sintesi |
| 1                 | 11 settembre 2022 | Green Bay Packers         | V 23-7        | 1-0    | U.S. Bank Stadium         | Sintesi |
| 2                 | 19 settembre 2022 | @ Philadelphia Eagles (M) | S 7-24        | 1-1    | Lincoln Financial Field   | Sintesi |
| 3                 | 25 settembre 2022 | Detroit Lions             | V 28-24       | 2-1    | U.S. Bank Stadium         | Sintesi |
| 4                 | 2 ottobre 2022    | @ New Orleans Saints (I)  | V 28-25       | 3-1    | Tottenham Hotspur Stadium | Sintesi |
| 5                 | 9 ottobre 2022    | Chicago Bears             | V 29-22       | 4-1    | U.S. Bank Stadium         | Sintesi |
| 6                 | 16 ottobre 2022   | @ Miami Dolphins          | V 24-16       | 5-1    | Hard Rock Stadium         | Sintesi |
| 7                 | Riposo            | Riposo                    | Riposo        | Riposo | Riposo                    | Riposo  |
| 8                 | 30 ottobre 2022   | Arizona Cardinals         | V 34-26       | 6-1    | U.S. Bank Stadium         | Sintesi |
| 9                 | 6 novembre 2022   | @ Washington Commanders   | V 20-17       | 7-1    | FedEx Field               | Sintesi |
| 10                | 13 novembre 2022  | @ Buffalo Bills           | V 33-30 (DTS) | 8-1    | Highmark Stadium          | Sintesi |
| 11                | 20 novembre 2022  | Dallas Cowboys            | S 3-40        | 8-2    | U.S. Bank Stadium         | Sintesi |
| 12                | 24 novembre 2022  | New England Patriots (T)  | V 33-26       | 9-2    | U.S. Bank Stadium         | Sintesi |
| 13                | 4 dicembre 2022   | New York Jets             | V 27-22       | 10-2   | U.S. Bank Stadium         | Sintesi |
| 14                | 11 dicembre 2022  | @ Detroit Lions           | S 23-34       | 10-3   | Ford Field                | Sintesi |
| 15                | 17 dicembre 2022  | Indianapolis Colts        | V 39–36 (DTS) | 11-3   | U.S. Bank Stadium         | Sintesi |
| 16                | 24 dicembre 2022  | New York Giants           | V 27-24       | 12-3   | U.S. Bank Stadium         | Sintesi |
| 17                | 1º gennaio 2023   | @ Green Bay Packers       | S 17-41       | 12-4   | Lambeau Field             | Sintesi |
| 18                | 8 gennaio 2023    | @ Chicago Bears           | V 29-13       | 13-4   | Soldier Field             | Sintesi |

Note:
- Gli avversari della propria division sono in grassetto.
- Il simbolo "@" indica una partita giocata in trasferta.
- (M) indica il Monday Night Football, (T) il Thursday Night Football, (S) il Sunday Night Football e (I) le International Series.

## Play-off
Al termine della stagione regolare i Vikings arrivarono primi nella NFC North con un record di 13 vittorie e 4 sconfitte, qualificandosi ai play-off con il seed 3.
| Play-off  |                 |                     |           |        |                   |         |
| Turno     | Data            | Avversario (seed)   | Risultato | Record | Stadio            | Sintesi |
| Wild Card | 15 gennaio 2023 | New York Giants (6) | S 24-31   | 0-1    | U.S. Bank Stadium | Sintesi |

## Premi
- Justin Jefferson:

Giocatore offensivo dell'anno

### Premi settimanali e mensili
- Greg Joseph:

giocatore degli special team della NFC della settimana 4
giocatore degli special team della NFC della settimana 16
- Ryan Wright:

giocatore degli special team della NFC della settimana 6
- Za'Darius Smith:

difensore della NFC della settimana 8
difensore della NFC del mese di ottobre
- Justin Jefferson:

giocatore offensivo della NFC della settimana 10
giocatore offensivo della NFC del mese di novembre
- Kene Nwangwu:

giocatore degli special team della NFC della settimana 12
- Kirk Cousins:

giocatore offensivo della NFC della settimana 15
quarterback della settimana 15